# Pilea truncata
Pilea truncata är en nässelväxtart som beskrevs av Ignatz Urban. Pilea truncata ingår i släktet pileor, och familjen nässelväxter. Inga underarter finns listade i Catalogue of Life.